# Nikolaus Leopold zu Salm-Salm

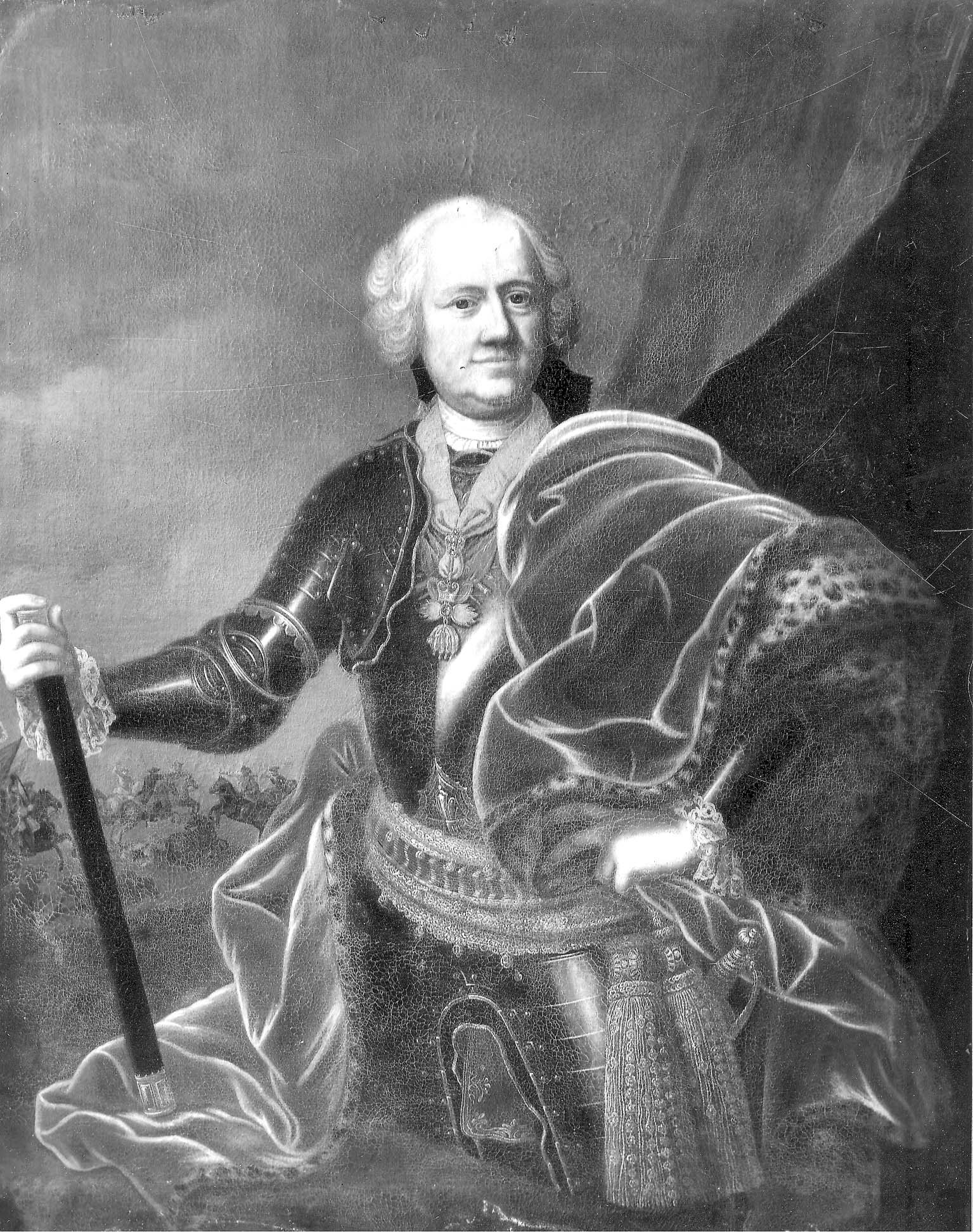
Nikolaus Leopold zu Salm-Salm

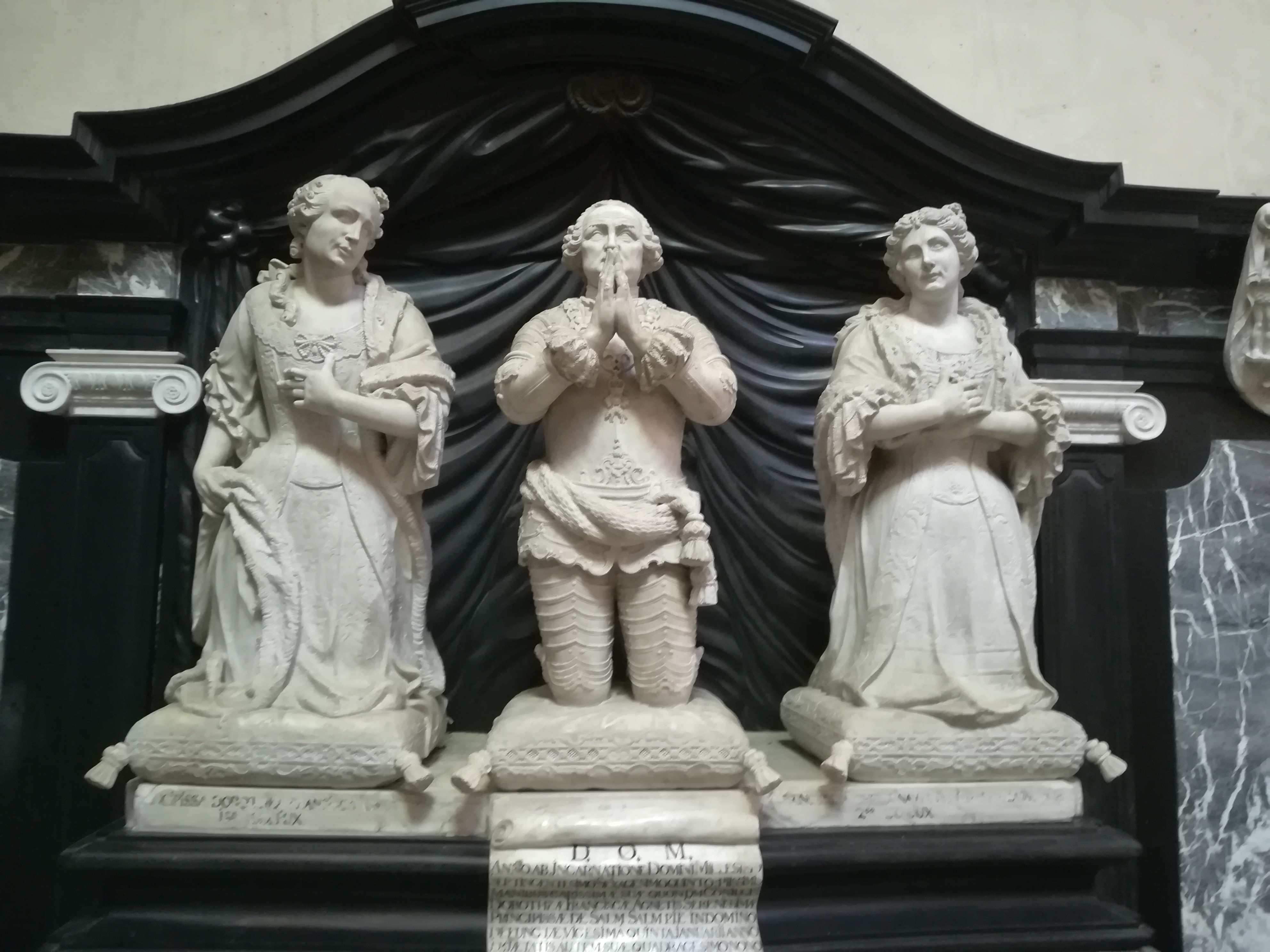
Grabmonument von Nikolaus Leopold zu Salm-Salm (flankiert von Abbildern seiner beiden Ehefrauen) in der St.-Katharinenkirche in Hoogstraten, Belgien

Nikolaus Leopold Fürst zu Salm-Salm, Herzog von Hoogstraten, Wild- und Rheingraf (* 25. Januar 1701 in Nancy; † 4. Februar 1770 in Hoogstraten), war ein Spross des weitverzweigten Adelshauses Salm. Er erlangte durch Erbschaften, Beziehungen und geschickte Verhandlungen die Aufnahme in den Reichsfürstenstand, die Landesherrschaft über das Fürstentum Salm-Salm in den Vogesen und den Besitz einträglicher Ländereien.
Seine Ahnen stammten von den reichsunmittelbaren Wild- und Rheingrafen ab, Nachkommen der seit dem 11. Jahrhundert nachweisbaren Grafen zu Salm. 1623 wurde Graf Philipp Otto zu Salm, Wild- und Rheingraf, in den erblichen Reichsfürstenstand erhoben. Somit wurde ein Familienzweig zu Fürsten zu Salm erhoben. Sie erhielten 1654 als souveräne Fürsten Sitz und Virilstimme im Reichsfürstenkollegium. Durch Heirat gelangten sie 1645 in den Besitz der Herrschaft Anholt in Westfalen.
Der Historiker Frans Joos Welten vermutet, dass ein Porträt im Wiener Heeresgeschichtlichen Museum, von dem angenommen wurde, es zeige Karl Josef Batthyány, in Wahrheit Nikolaus Leopold zu Salm-Salm darstellt. Dies war aufgefallen, als er mit seiner Kollegin Lena Reyners in Belgien eine vermeintliche Kopie des Wiener Werkes fand, das jedoch mit dem Titel Nikolaus Leopold zu Salm-Salm versehen war.

## Erbschaft des Herzogtums Hoogstraten bei Antwerpen

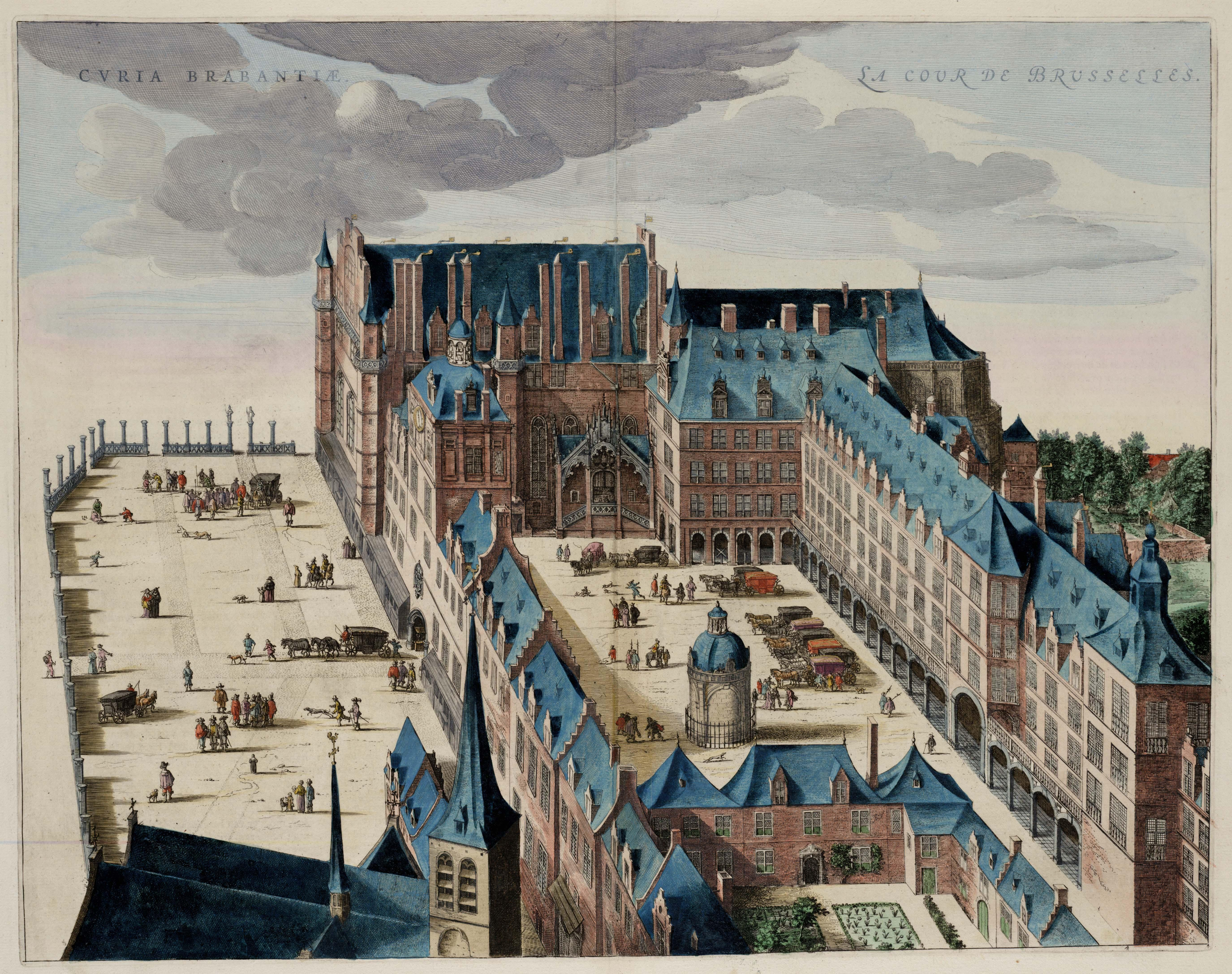
Palais du Coudenberg

Nikolaus Leopolds Großmutter, Marie Gabrielle Lalaing (ca. 1640–1709), war die letzte Nachfahrin der Grafen von Hoogstraten in Brabant. 1657 hatte sie den Wild- und Rheingrafen Karl Florentin (1638–1676) geheiratet, den Trendsetter der Rheingrafenhose. Ihr Sohn Wilhelm Florentin(1670–1707) ehelichte Maria Anna von Mansfeld (1680–1724). Als deren Erstgeborener trat Nikolaus Leopold das Erbe der zum Herzogtum erhobenen Grafschaft Hoogstraten an. Den Grafen von Hoogstraten hatte einst auch das Stadthaus von Hoogstraten in Brüssel gehört, aus dem der spätere Palast von Coudenberg hervorging. Heute bilden die historischen Reste des 1731 abgebrannten Palastes eine archäologische Stätte. Sie liegt unter dem Place Royale, der Rue Royale und einigen sie umgebenden Gebäuden. Der Palast war eine der Hauptresidenzen Karls V. in Brüssel gewesen.

## Erbschaft Grafschaft Salm mit Residenz Schloss Anholt in Westfalen

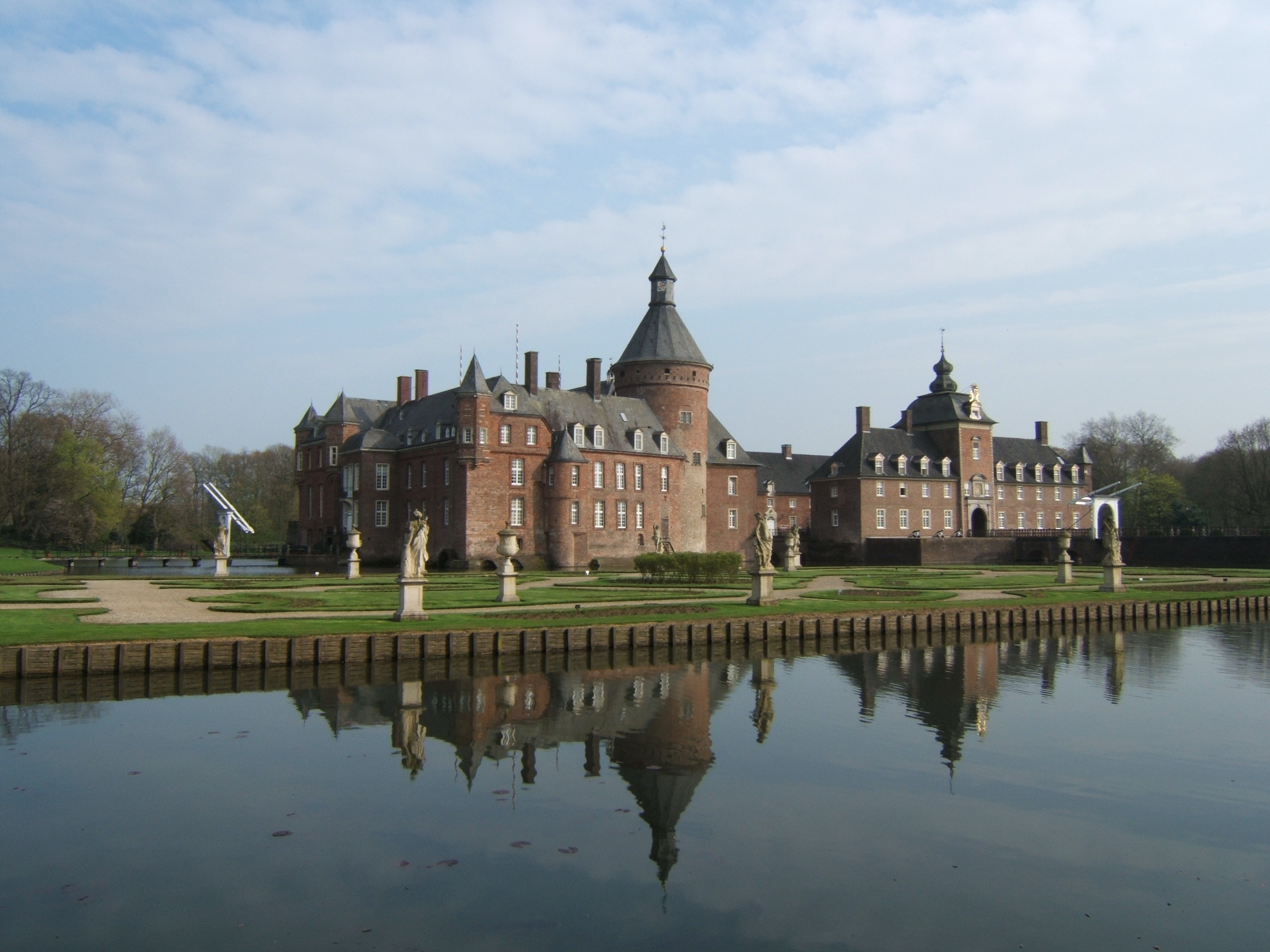
Residenz Schloss Anholt in Westfalen

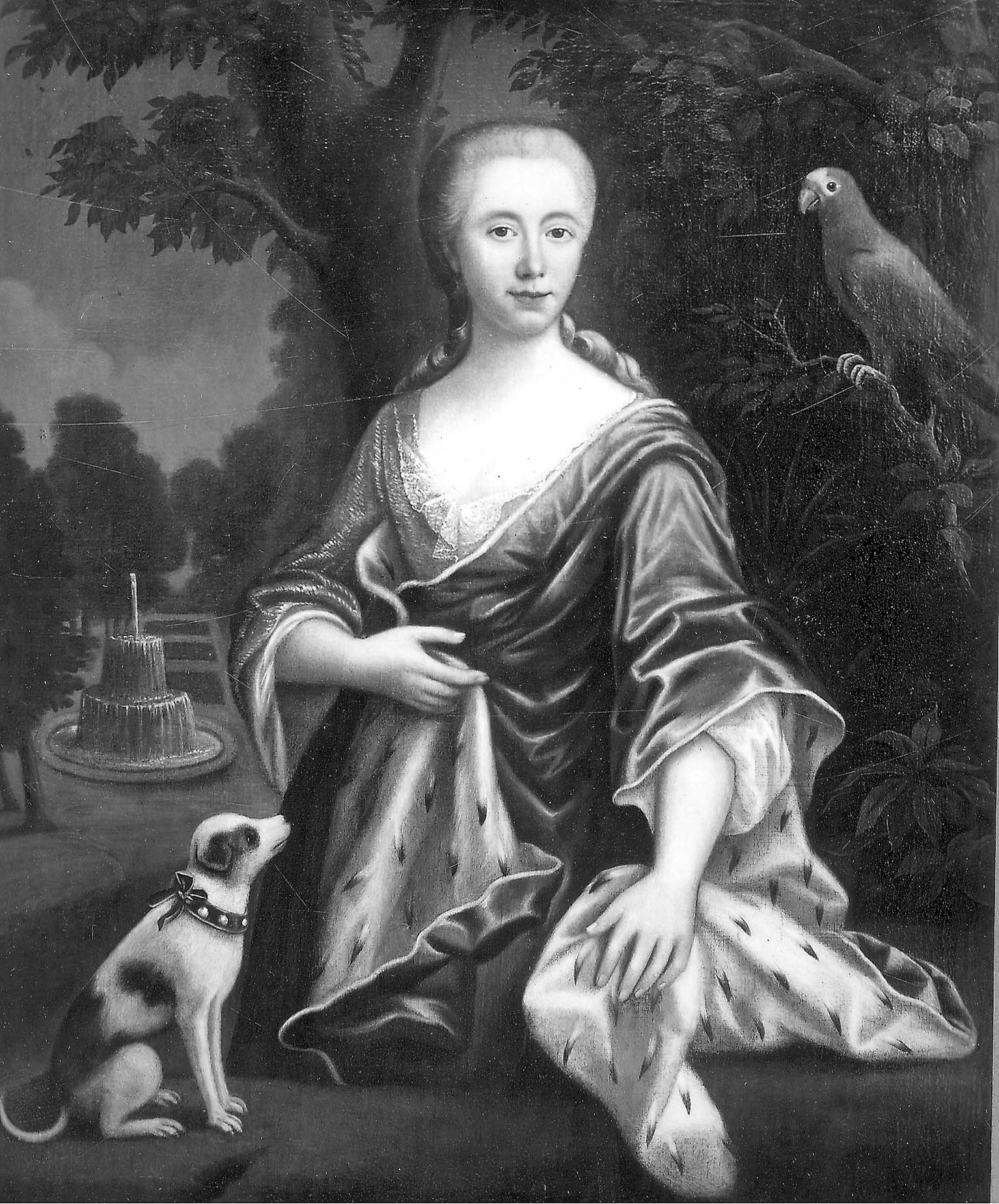
Dorothea Franziska Agnes von Salm (1702–1751)

Am 25. März 1719 heiratete Nikolaus Leopold als 18-Jähriger auf Schloss Anholt seine Verwandte Dorothea Franziska Agnes von Salm (1702–1751). Damit wurde er abermals erbberechtigt. Seine 17-jährige Ehefrau war die älteste Tochter des Fürsten Ludwig Otto zu Salm und der Fürstin Albertine Johanna, einer Prinzessin von Nassau-Hadamar (1679–1716). Da sie nur weibliche Nachkommen hatten, endete mit seinem Schwiegervater dessen altfürstliche Linie Salm im Mannesstamme. Durch seine Hochzeit wiedervereinte Nikolaus Leopold beide Zweige des Adelshauses zu Salm, der Rhein- und Wildgrafen. Nach dem Tod des Schwiegervaters erbte er dessen Grafschaft Salm in den Vogesen. Am 14. Januar 1739 erfolgte seine Aufnahme in den Reichsfürstenstand. Seine Residenz war die Herrschaft Anholt. Am  6. Januar 1740 wurde er erblich-niederländischer Herzog von Hoogstraten. 1743 verlieh ihm der Kaiser den erblichen Titel eines Fürsten zu Salm-Salm. Seitdem lautet der offizielle Titel „Fürst zu Salm, Fürst zu Salm-Salm, Wild- und Rheingraf“.

## Obrist und erster Führer des RegimentsGraf Salmvon 1738 bis 1739
Als der polnische König August II. im Jahre 1733 starb und dadurch der Polnische Erbfolgekrieg ausbrach, sah sich Österreich genötigt, neue Truppen aufzustellen. Mit Patent durch Kaiser Karl VI. vom 4. November 1733 stellte der Präsident des Hofkriegsrates, Prinz Eugen von Savoyen, einen Bestallungsbrief für Truppenaushebungen an Nikolaus Leopold Reichsgraf von Salm aus. Er erhielt die Order, ein Regiment von 2300 Mann aufzustellen. Dieses Regiment hieß, gemäß den damaligen Gepflogenheiten, „Regiment Graf Salm“. Von 1733 bis 1734 diente Nikolaus Leopold Rheingraf von Salm hier als erster Obrist. Im Jahr 1769 wurde die bisherige Praxis, die Regimenter nach ihrem Inhaber zu benennen, ergänzt durch eine ständige Nummerierung. Das Regiment erhielt die Nummer 14 zugewiesen.

## Erbschaft Fürstentum Salm-Salm mit Residenz Senones in den Vogesen

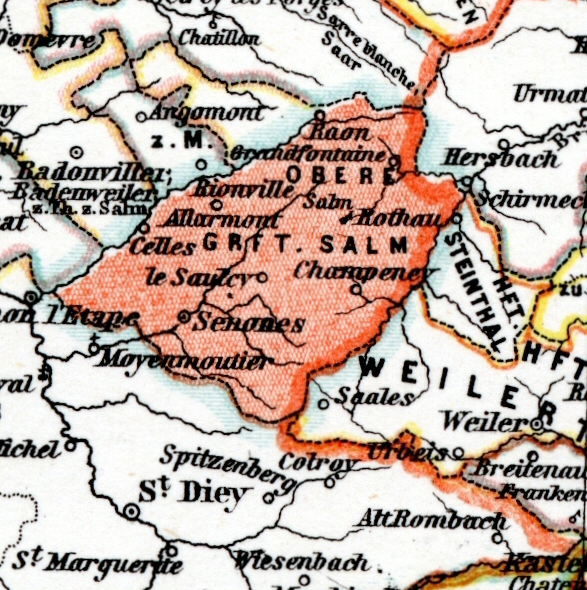
Fürstentum Salm-Salm mit Residenz Senones in den Vogesen

Nikolaus Leopold führte weiter Verhandlungen um seine Erbansprüche am Hause Lothringen mit Ludwig XV. Der hatte seinerseits seinen polnischen Schwiegersohn Stanislaus I. Leszczyński zum Herzog von Lothringen gemacht, indem er mit Maria Theresias Ehemann Franz Stephan von Lothringen (1708–1765) das Großherzogtum Toskana mit dem Herzogtum Lothringen tauschte. Seine Erbansprüche an Teilen des Herzogtums Lothringen ließ Nikolaus Leopold fallen, als Ludwig XV. 1751 die Erhebung der Grafschaft Salm (Obersalm) zum Fürstentum Salm-Salm als eine vom französischen Staatsgebiet umschlossene Exklave des Heiligen Römischen Reichs anerkannte.

## Sonstige Ehrungen
Neben anderen wurde Nikolaus Leopold 1754 vom Kaiser zum Generalfeldmarschall ernannt, im gleichen Jahr auch zum Gouverneur zu Antwerpen.

## Familienaufbau
Zeitgleich widmete Nikolaus Leopold sich der Sicherung seiner eigenen Dynastie. Er heiratete am 25. März 1719 in Anholt die Prinzessin Dorothea Franziska Agnes zu Salm (* 21. Februar 1702; † 25. Januar 1751). Das Paar hatte 18 Kinder:
- Ludwig Karl Otto (* 22. August 1721; † 29. Juli 1778), 2. Fürst zu Salm-Salm ⚭ 1775 Marie Anne Felicite, Gräfin von Horion (* 12. Mai 1743; † 9. Mai 1800)
- Wilhelm Florentin Claudius Lamoral (* 2. März 1723; † 4. Juni 1745), Hauptmann, gefallen bei Hohenfriedberg[2]
- Franz Georg Leopold (1730–1731)
- Maximilian Friedrich Ernst (* 28. November 1732; † 14. September 1773), Wild- und Rheingraf, Gouverneur von Luxemburg ⚭ 1757 Landgräfin Marie Luise Eleonore von Hessen-Rheinfels-Rotenburg (* 18. April 1729; † 6. Januar 1800)
- Karl Alexander Ernst (* 15. Oktober 1735; † 1. Februar 1796) ⚭ 1766 Marie Katharina Leers von Leersbach (* 10. April 1753)
- Emanuel Heinrich Nikolaus Leopold (* 22. Mai 1742; † 26. Mai 1808), Malteser Ritter, Kommandant von Catatrava[3]
- Franz Joseph Johann Andreas (* 30. November 1743) ⚭ Antoinette de Maimbourg
- Wilhelm Florentin (* 10. März 1745; † 14. September 1810) Erzbischof von Prag
- Gabriele Maria Christina Luise (* 8. Januar 1720; † 1792), Stiftsdame im Reichsstift Thorn und im Stift Vreden
- Elisabeth Ludovika (1724–1725)
- Luise Franziska Wilhelmine Anselmina (* 2. März 1725; † 19. Februar 1764) ⚭ 1743 Graf Johann Wilhelm von Manderscheid-Blankenheim-Gerolstein (* 14. Februar 1708; † 2. November 1772), Kurpfälzer General-Lieutenant
- Maria Christina (* 14. August 1728; † 8. Oktober 1779), Stiftsdame in den Reichsstiften Thorn und Elten und im Stift Vreden
- Maria Elisabeth Josepha (* 4. April 1729; †  4. März 1775) ⚭ 1751 Graf Eugen Franz Erwein von Schönborn (* 17. Januar 1727; † 25. Juli 1801)
- Maria Franziska Josepha (* 28. Oktober 1731; † 5. September 1806) ⚭ 1761 Fürst Georg Adam von Starhemberg (* 10. August 1724; † 19. April 1807)
- Auguste Sophie (* 15. Oktober 1735; † 30. Januar 1775), Stiftsdame in den Stiften Köln und Mons
- Maria Josepha (* 26. Dezember 1736; † 25. Oktober 1790/99) ⚭ 1771 Fürst Karl Albrecht I zu Hohenlohe-Schillingfürst (* 29. August 1719; † 25. Januar 1793)
- Marie Josephine Henriette (* 20. Dezember 1737; † 1774)
- Maria Anna Viktoria Wilhelmine, (* 17. Februar 1740; † 4. Juli 1816) ⚭ 1758 Pedro Alvarez de Toledo (*  27. Dezember 1729; † 10. Juni 1790), 12. Graf von Infantado y Lerma

Nach dem Tod seiner ersten Frau heiratet er deren Schwester in Anholt am 12. Juli 1753 die Prinzessin Christine Agnes Luise zu Salm (* 29. April 1707; † 19. August 1775), Witwe des Erbprinzen Joseph von Hessen-Rotenburg (1705–1744).

## Sein Testament
Da sich Nikolaus Leopold um den Fortbestand seiner Dynastie sorgte, setzte er ein umfangreiches Testament auf und bestimmte unter anderem seine zweite Ehefrau, die Stiefmutter der erbberechtigten Söhne, zur Testamentsvollstreckerin. Dass sein erstgeborener Sohn Ludwig Karl Otto, der spätere 2. Fürst zu Salm-Salm (1721–1778), in den geistlichen Stand eingetreten war, ließ ihn befürchten, dass seine Besitztümer nach dessen Tod zu Kirchenbesitz würden. Daher verfügte er in seinem Testament ein Hausgesetz, einen Fideikommiss, wonach er dem zweitgeborenen Sohn Maximilian Friedrich Ernst Prinz zu Salm-Salm (1732–1773) den ersten Platz in der Erbfolge zuwies. Der erstgeborene Ludwig Karl Otto trat aber vor dem Erbfall aus dem geistlichen Stand wieder aus und heiratete als 54-Jähriger, drei Jahre vor seinem Tod, am 30. Mai 1775 die 28-jährige Marie Anne Felicite Gräfin von Horion (* 12. Mai 1743, † 9. Mai 1800 in Senones). Die beiden Brüder führten vor dem Kaiser in Wien einen langen Rechtsstreit um das Erbe und das Testament ihres Vaters. Einige der anderen zahlreichen Geschwister bezogen wechselnde Positionen in dieser Auseinandersetzung, die darin gipfelte, dass Bewaffnete in die Residenzstadt Senones einmarschierten. Durch den sogenannten Pariser Bruderfrieden vom 3. Juli 1771 wurde der Rechtsstreit schließlich außergerichtlich beigelegt. Maximilian Friedrich Ernst erbte Titel, Rechte und Einkünfte des Herzogs von Hoogstraeten. Er starb fünf Jahre vor seinem älteren Bruder Ludwig Karl Otto. Letzterer starb am 29. Juli 1778 ohne direkten männlichen Erben. Konstantin zu Salm-Salm, der Sohn Maximilians, wurde als Herzog von Hoogstraeten nunmehr Erbe seines kinderlos verstorbenen Onkels Ludwig Karl Otto und damit 3. Fürst zu Salm-Salm. Im Verlauf der Französischen Revolution wurde das Fürstentum Salm-Salm von Frankreich besetzt (1789) und annektiert (1793). Ebenso erging es 1810/11 dem Fürstentum Salm, in dem Nikolaus Leopolds Enkel Konstantin ab 1802/03 regiert und 1806 sogar die Souveränität erlangt hatte.